# Tarata (tỉnh)
Tỉnh Tarata (tiếng Tây Ban Nha: Provincia de Tarata) là một tỉnh thuộc vùng Tacna của Peru. Tỉnh Tarata có diện tích 2820 km², dân số thời điểm theo điều tra dân số ngày 11 tháng 7 năm 1993 là 8181 người. Tỉnh lỵ đóng ở Tarata.